# Evaporador de expansión seca

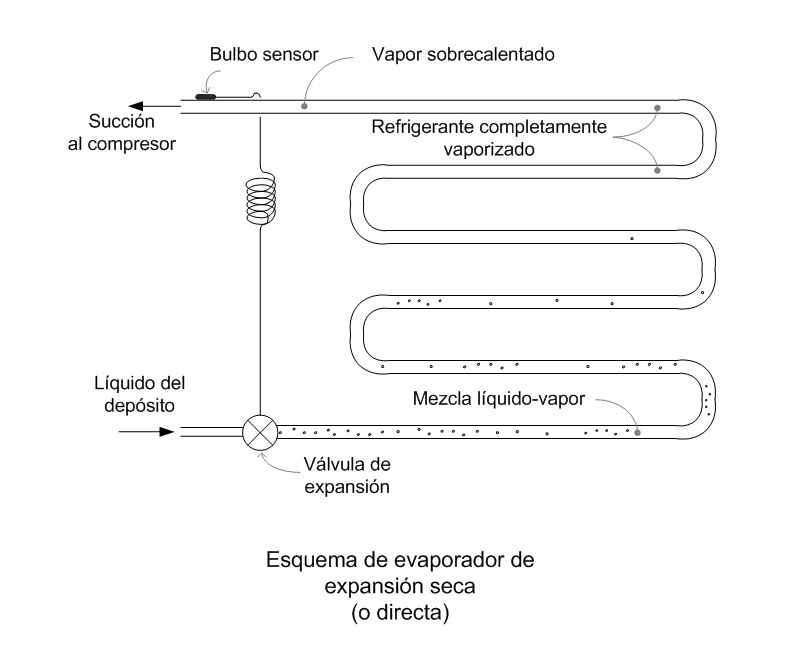
Esquema de evaporador de expansión seca.

La expansión seca –o expansión directa– es el método mediante el cual el flujo másico de refrigerante suministrado al evaporador está limitado a la cantidad que pueda evaporarse completamente en su recorrido hasta el extremo final del evaporador, de tal manera que sólo llegue vapor a la entrada de succión del compresor. Estos evaporadores son los más comunes en sistemas frigoríficos y se utilizan mucho en los sistemas de climatización de verano, refrigeración de media y baja temperatura, pero no son aconsejables en instalaciones de refrigeración de gran tamaño.

## Principio

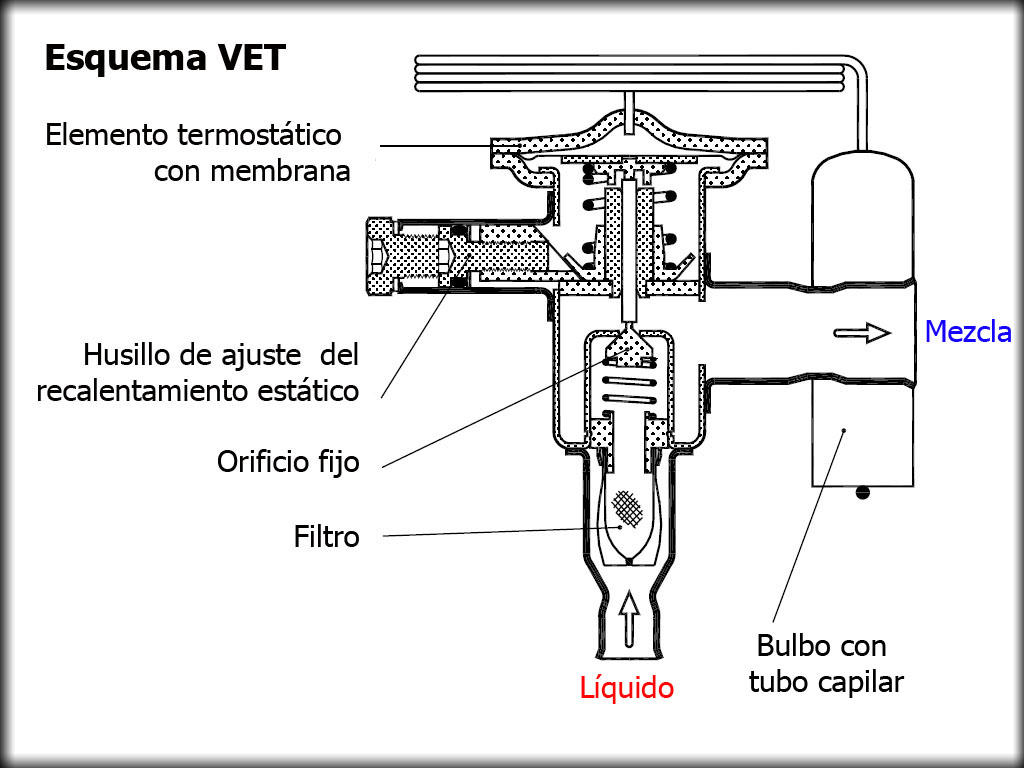
Esquema de Válvula de expansión termostática.

El dispositivo de expansión que se utiliza normalmente con este método, para el control de flujo de refrigerante, es una válvula de expansión termostática o un tubo capilar. Para asegurarse de tener una vaporización completa del refrigerante en el interior del evaporador y prevenir así, que el refrigerante en estado líquido entre en la tubería de succión hacia de las válvulas de succión (lo que puede ocasionar el fenómeno denominado golpe de liquido, que puede ocasionar un grave deterioro de las láminas del compresor en el caso de los compresores alternativos, lo que incide en su rendimiento) se permite un sobrecalentamiento de 5 °C al final del evaporador, a fin de obtener vapor sobrecalentado; esto requiere aproximadamente del 10 al 20% de la superficie total del evaporador.

## Alimentación de refrigerante

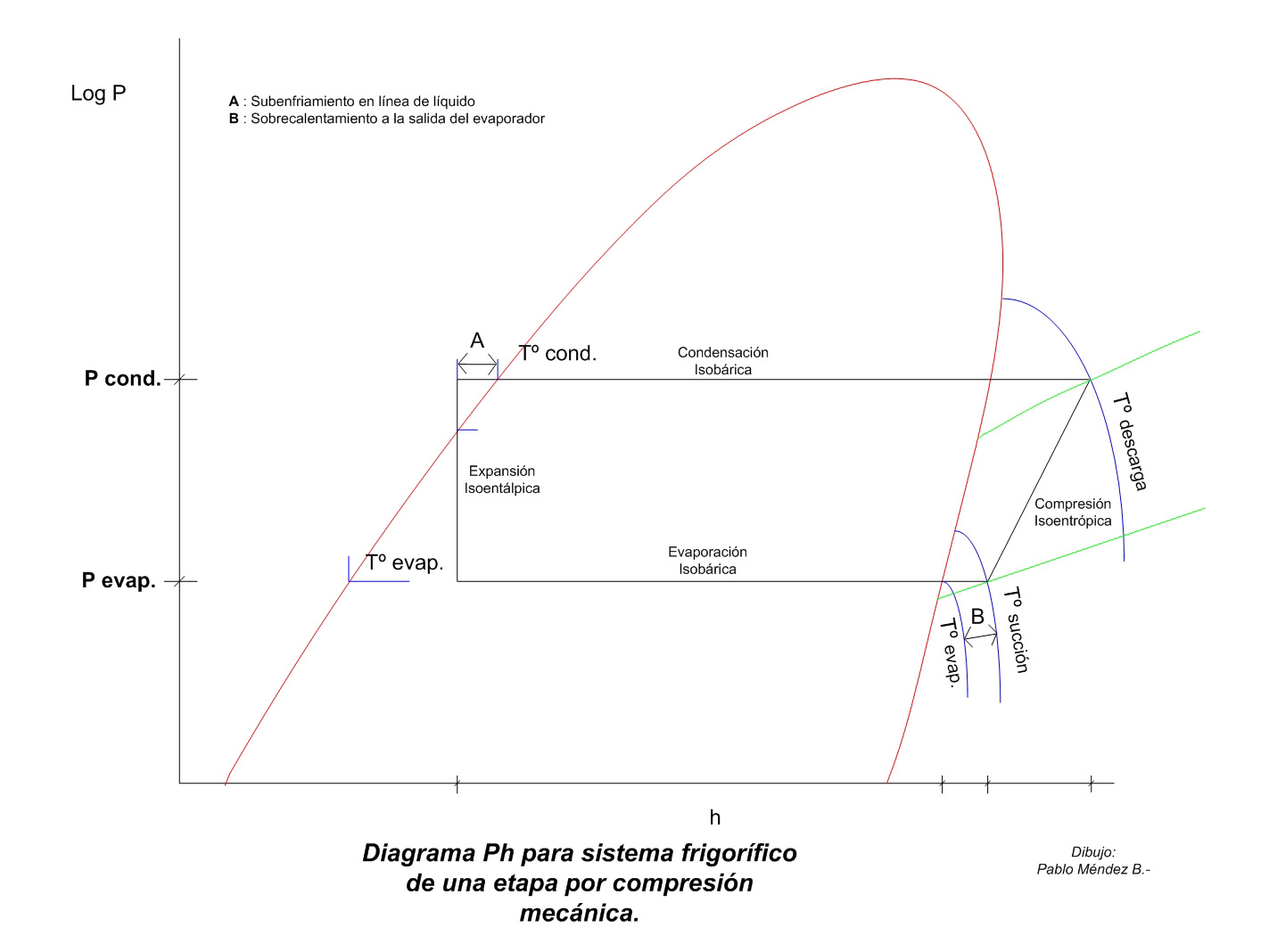
Diagrama Ph de sistema frigorífico de
expansión directa de una etapa.

En los sistemas de expansión seca, o directa, la mayor parte del flujo másico de refrigerante que sale del dispositivo de expansión y llega al evaporador lo hace en estado líquido; otra parte menor lo hace en estado de vapor, fenómeno producido por la “expansión directa”, en estos dispositivos. La relación entre ambos flujos másicos se define en función del subenfriamiento del líquido, la caída de presión del sistema y del refrigerante utilizado. De lo anterior se deduce que su título del vapor es de baja calidad, es decir, que no todo lo que entra al evaporador corresponde a líquido refrigerante ya una parte de él se encuentra en estado de vapor. En definitiva, lo que ingresa al evaporador es una mezcla de líquido y vapor. En los evaporadores de expansión seca esta mezcla se vaporiza progresivamente a medida que el refrigerante avanza por el evaporador y absorbe el calor latente de vaporización del medio proveniente de la carga térmica. De lo anterior es evidente que en la parte final del evaporador el refrigerante se encuentra en estado de vapor y que esta parte no trabaja tan efectivamente en términos de transferencia de calor como en las primeras partes del mismo intercambiador.
Por esta razón, en el diseño correcto de un evaporador de expansión seca, la superficie del serpentín debe ser siempre menor en las porciones iniciales y mayor en las finales, a pesar de que debido a la caída de presión sufrida por el refrigerante al circular por su interior implica que saldrá a una menor temperatura de saturación.

## Beneficios
Los evaporadores de expansión seca son algo menos eficientes que los de tipo inundados y que los que tienen sobrealimentación de líquido, sin embargo son, por lo general, mucho más sencillos en su diseño, de menor costo inicial, requieren menor carga de refrigerante y tienen menos problemas que los otros respecto de la migración de aceite en el sistema. Por estas razones el evaporador de expansión seca es el más popular.